# A Couple of Song and Dance Men
A Couple of Song and Dance Men is een album van Bing Crosby en Fred Astaire uit 1975. De twee entertainers hadden eerder al samengewerkt in de films Holiday Inn uit 1942 en Blue Skies uit 1946. Het album werd geproduceerd door Ken Barnes.

## Tracks
1. "Roxie" (John Kander, Fred Ebb) – 2:50
2. "Top Billing" (Ken Barnes, Pete Moore) – 3:16
3. "Sing" (Joe Raposo) – 3:22
4. "It's Easy to Remember (And So Hard to Forget)" (Lorenz Hart, Richard Rodgers) – 3:06
5. "In the Cool, Cool, Cool of the Evening" (Hoagy Carmichael, Johnny Mercer) – 3:22
6. "Pick Yourself Up" (Dorothy Fields, Jerome Kern) – 5:04
7. "How Lucky Can You Get" (Kander, Ebb) – 3:30
8. "I've a Shooting Box in Scotland" (Cole Porter, T. Lawrason Riggs) – 2:43
9. "Change Partners" (Irving Berlin) – 2:52
10. "Mr. Keyboard Man ("The Entertainer")" (Barnes, Scott Joplin, Moore) – 2:47
11. "Spring, Spring, Spring" (Gene de Paul, Mercer) – 4:02
12. "A Couple of Song and Dance Men" (Berlin) – 4:02
13. Reprise: "Top Billing - Finale" (Barnes, Moore) – 1:48

## Uitvoerenden
- Fred Astaire - zang, taps
- Bing Crosby - zang
- Pete Moore - arrangeur